# GAタワー
GAタワー（ジーエータワー）は、愛知県名古屋市中区伊勢山にある超高層ビルである。

## 概要
住友不動産と大京が共同で開発・販売したタワーマンションで、東本願寺名古屋別院の近くにある。
敷地の南側には一般にも開放されたパーゴラとベンチのある花と緑に包まれたスペース「ローズガーデン」があり、都心の小さなオアシスとなっている。
20階にバーコーナーやシアターも備えたスカイラウンジがあり、高層からの眺望を楽しみながらパーティーなどを行うことが出来る。
金山駅からも近く、都心としての利便性を享受出来る施設となっている。
なお、名称のGAとは住友不動産と大京の共同事業マンションのブランド名「GRANALT（グランアルト）」を省略したものである。

## 交通アクセス
- 名古屋市営地下鉄名城線「東別院駅」から徒歩約3分。